# Félix Arvers

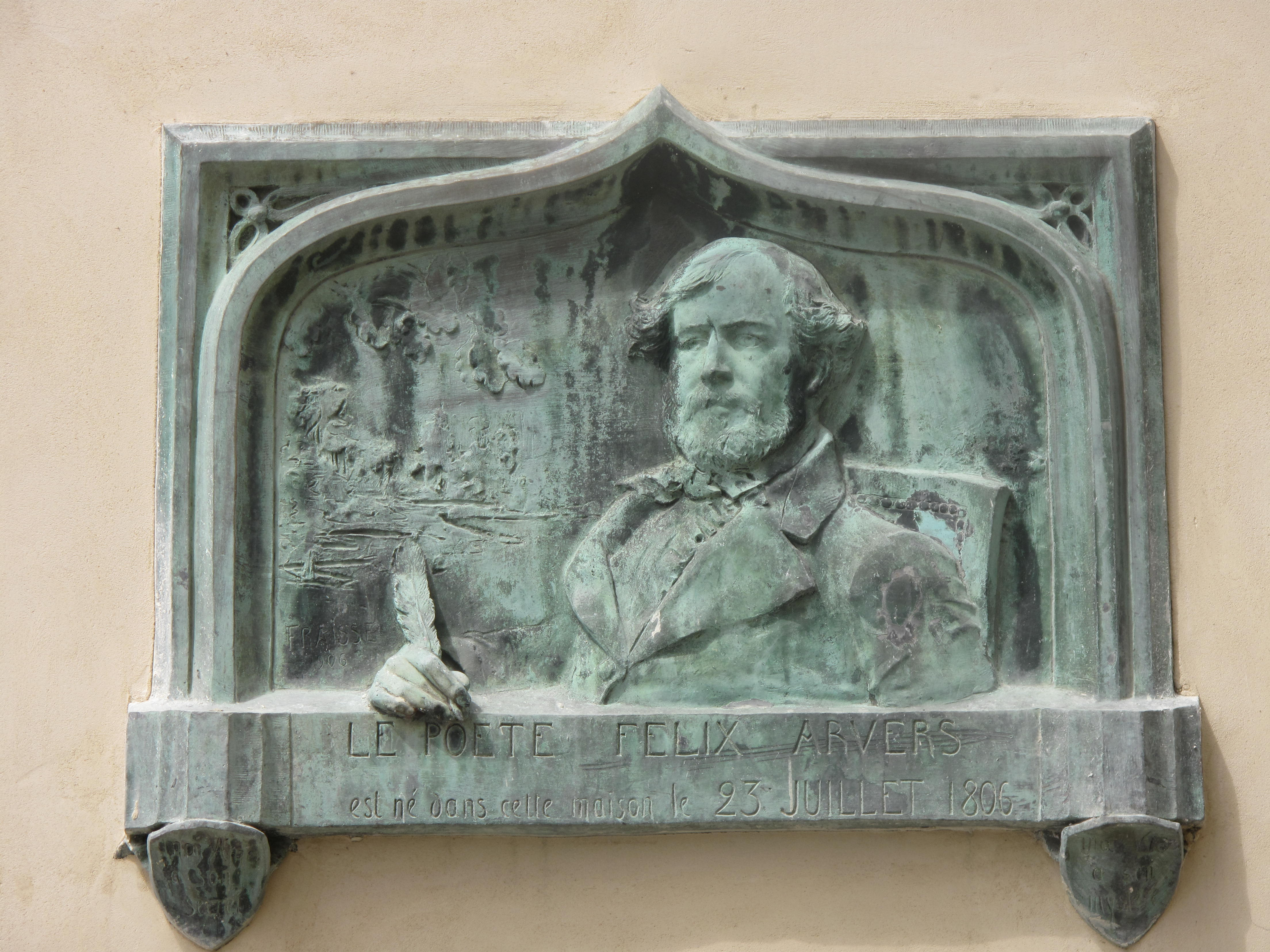
Placa em sua homenagem, na casa em que Félix Arvers nasceu, em Paris.

Alexis-Félix Arvers (Paris, 23 de julho de 1806 – Cézy, 7 de novembro de 1850) foi um poeta e dramaturgo francês, que ficou mundialmente conhecido por um soneto, o "Soneto de Arvers", o qual inspirou diversas traduções, peças e livros dedicados inteiramente ao seu desvendamento.

## Biografia
Arvers inicialmente trabalhou como escrevente em um tabelionato, mas abandonou sua carreira de notário para dedicar-se ao meio literário.
Ficou mais conhecido, porém, graças a um único poema, que mereceu destaque na época, inclusive inspirando peças de teatro que usaram tal soneto como tema. Escrevera-o sem título, em um álbum de Marie Mennessier-Nodier, filha do escritor Charles Nodier, causando grande polêmica na época, ultrapassando fronteiras, com repercussões através de todo o mundo literário, motivando extrema curiosidade sobre a musa que o teria inspirado.
Posteriormente, aquele que ficaria conhecido mundialmente como o "Soneto de Arvers" foi incluído em seu livro de poesias "Minhas Horas Perdidas" (Mes heures perdues), lançado em 1833.
Apesar de nem sempre a crítica estar em concordância com a celebridade do aclamado soneto, ele permaneceu muito tempo entre os preferidos do público. Em enquete realizada em 1955, na rádio e TV francesas, entre 4 200 respostas de preferência popular, o Soneto de Arvers recebeu 1686 votos.
O Soneto de Arvers foi traduzido inúmeras vezes, para os mais diversos idiomas, destacando-se a tradução de Henry Wadsworth Longfellow, para o inglês, e até traduções para o esperanto.
No Brasil, Humberto Mello Nóbrega tornou-se especialista no assunto, com o livro "O Soneto de Arvers", onde expõe várias traduções para a língua portuguesa, inclusive destacando sátiras acerca do poema, como a de Bastos Tigre, passando por traduções de Guilherme de Almeida, Olegário Mariano, Osvaldo Orico, Edmundo Muniz, José Oiticica, J. G. de Araújo Jorge, Gondim da Fonseca, José Lino Grünewald, até Pedro A. Bettencourt Raposo, que fez 12 versões em seu livro "Sonetos", em Lisboa, no ano de 1916.
Arvers escreveu diversas peças teatrais, mas nenhuma permaneceu. Após sua morte, foi relançado seu livro "Minhas Horas Perdidas", acrescido de poesias inéditas, em 1900.

## O soneto
| “ | "Mon âme a son secret, ma vie a son mystère, Un amour eternel en un moment conçu; Le mal est sans espoir, aussi j’ai dû le taire, Et celle qui l’a fait n’en a jamais rien su. Hélas! j’aurai passé près d’elle inaperçu Toujours à ses côtés et pourtant solitaire; Et j’aurai jusqu’au bout fait mon temps sur la terre N’osant rien demander, et n’ayant rien reçu. Pour elle, quoique Dieu l’ait faite douce et tendre, Elle ira son chemin, distraite, et sans entendre Ce murmure d’amour élevé sous ses pas; À l’austère devoir pieusement fidèle, Elle dira, lisant ces vers tout remplis d’elle, "Quelle est donc cette femme?" et ne comprendra pas". | ” |

## Obra
- Minhas Horas Perdidas (Mes heures perdues) - Publicado em 1833 e 1900. Desta obra constavam "A Morte de Francisco I" (La mort de François), "Mais Medo que Mal" (Plus de peur que de mal) e o famoso "Soneto de Arvers"